# Unione Montana Potenza Esino Musone
L'Unione Montana Potenza Esino Musone ha sede a San Severino Marche, in provincia di Macerata, nelle Marche.

## Storia
Nata come "Comunità Montana Alte Valli del Potenza e dell'Esino" viene cessata alla data del 31 dicembre 2014.
Dal 1 gennaio 2015 subentra l'"Unione Montana Alte Valli del Potenza e dell'Esino".
Si sono aggiunti all'unione i comuni di Apiro, Cingoli e Poggio San Vicino (ex Comunità montana del San Vicino).
Negli anni seguenti il nome è stato variato in "Unione Montana Potenza Esino Musone".

## Comuni
L'Unione Montana Potenza Esino Musone comprende 12 comuni:
- Apiro
- Castelraimondo
- Cingoli
- Esanatoglia
- Fiuminata
- Gagliole
- Matelica
- Pioraco
- Poggio San Vicino
- San Severino Marche
- Sefro
- Treia